# Richard Lanham
Richard A. Lanham (1936) is een Amerikaanse filosoof en hoogleraar gespecialiseerd in retorica.

## Retorische mens
De retorische mens is volgens de beschrijving van Lanham in zijn boek The Motives of Eloquence: {...} een acteur, zijn werkelijkheid is theatraal. Zijn identiteit, zijn zelfbeeld houdt hij in stand door dagelijks zijn theatraliteit te bevestigen. Wat hem drijft heeft daarom een ludiek en strijdlustig karakter. In eerste instantie denkt hij aan winnen, aan het zich eigen maken van de regels die horen bij het spel waarmee hij bezig is. (...). Lanham zegt niet dat het ene wereldbeeld beter is dan het andere, maar dat het wereldbeeld een samenstelling is van steeds afwisselende en altijd moeizame zelfbeelden. Een zelfbeeld dat de relatie tot anderen voorop stelt en een zelfbeeld dat de eigen persoon als middelpunt neemt. Elk probeert de andere te overtreffen.